# Кулагин, Николай Михайлович (металлург)
Никола́й Миха́йлович Кула́гин (27 ноября 1939 в Сталинске) — российский учёный-металлург, кандидат технических наук, профессор кафедры металлургии цветных металлов и химической технологии Сибирский государственный индустриальный университет.

## Биография
В 1958 году окончил школу. С 1958 по 1959 работал на КМК в копровом цехе. Окончил Сибирский металлургический институт (кафедра материаловедения и технологии новых материалов) в 1964 году.. Работал в проблемной лаборатории по упрочнению рельсов. Кандидат химических наук. Защитил диссертацию в 1978 по теме изучения физико-химические свойств хлоридов лантаноидов. Работал деканом электрометаллургического факультета. Являлся капитаном студенческой команды по волейболу (призер всесоюзной студенческой спартакиады 1962 года).
В 1989 году избран ректором Сибирского металлургического института (в 1994—1997 Сибирская государственная горно-металлургическая академия) (ныне — Сибирский государственный индустриальный университет). Был президентом общества «Знание» в Новокузнецке Возглавлял комиссию по образованию и науке Общественной палаты Кемеровской области.
Соавтор учебных пособий «Металлургия алюминия: Мировое и отечественное производство» и «Экология и утилизация отходов в производстве алюминия» (Новосибирск, 1997—1998; переиздания М., 2004—2005).
В 2007 году избран Президентом Федерации шахмат Сибирского федерального округа.
С 2010 года председатель совета старейшин Новокузнецка.
Является профессором-консультантом кафедры металлургии цветных металлов и химической технологии (на 26 октября 2019), кафедры металлургии черных металлов и химической технологии (на 24 апреля 2024).
Научные интересы: исследование физико-химических свойств хлоридов редкоземельных металлов.

## Награды и звания
- Орден Трудового Красного Знамени
- Орден Почета (1995)
- Премия Правительства Российской Федерации в области науки и техники (2006) — за создание новой бескислотной технологии производства холоднотянутого проката
- Почётное звание «Заслуженный работник высшей школы Российской Федерации» (2000) — за заслуги в обучении и воспитании учащихся, подготовку высококвалифицированных специалистов и многолетний добросовестный труд[4]
- Почётный гражданин Новокузнецка (2020)
- член Международной академии наук экологии и безопасности жизнедеятельности, член-корреспондент Академии инженерных наук, «Почётный работник высшего профессионального образования России».